# رابحة (مغنية)
رابحة (1954 - 18 مارس 2011)، مغنية كويتية.

## عن حياتها
ولدت في منطقة شرق والتحقت في «المعهد العالي للفنون الموسيقية» عام 1977 وتخرجت منه عام 1981، عرفها الجمهور من خلال الحفلات الفنية التي يقيمها المعهد، وكذلك عبر السهرات التي أقامها تلفزيون الكويت خصوصاً لطلبة وطالبات المعهد عام 1982، وشاركت في فرقة التلفزيون، وتكون بذلك أول عنصر نسائي ينضم إلى الفرقة، وكان ذلك مثاراً للجدل لكنها أثبتت جدارتها بما قدمته من فنون شعبية أصيلة.
التحقت بالتوجيه في التربية الموسيقية، ثم انتقلت بعدها عام 1984 إلى «المعهد العالي للفنون الموسيقية» كمعيدة بعثة، التحقت بوظيفة مدربة فنية عام 1982 وحتى عام 1989، ودرست مادة الأدب الشعبي في المعهد من عام 1997 إلى 2007 وكانت متخصصة أيضاً في مادة البيانو.
انقطعت عن الساحة الفنية لظروف عائلية خاصة تتعلق بوفاة والدتها، ثم عادت من خلال سهرة خاصة بعنوان «عودة رابحة» قدمها الإعلامي محمد الويس، عرضها تلفزيون الكويت عام 2008.

### وفاتها
توفيت في صباح 18 مارس 2011 في الكويت عن عمر ناهز 57 عامًا.

## من أغنايها
- يببوا للعروس.
- شيلوا الطار وفنه.
- سافروا بي.
- ويبيله طنبورة.
- يا صويحبي مالك.
- حمامة يا اللي تنوحي فوق السطوحي.
- البارحة.